# 원산정
원산정은 대한민국 충청남도 공주시 탄천면 유하리에 있다. 1997년 6월 5일 공주시의 향토문화유적 제4호로 지정되었다.